# Rhaesus serricollis
Rhaesus serricollis là một loài bọ cánh cứng trong họ Cerambycidae.